# Parafia Narodzenia Najświętszej Maryi Panny w Kaźmierzu
Parafia Narodzenia Najświętszej Maryi Panny w Kaźmierzu – rzymskokatolicka parafia w Kaźmierzu, należy do dekanatu szamotulskiego archidiecezji poznańskiej.
Została utworzona w XII wieku. Mieści się przy ulicy Kościelnej.